# Герб комуни Лаксо
Герб комуни Лаксо (швед. Laxå kommunvapen) — символ шведської адміністративно-територіальної одиниці місцевого самоврядування комуни Лаксо. 

## Історія
Герб торговельного містечка (чепінг) Лаксо отримав королівське затвердження 1956 року.   
Після адміністративно-територіальної реформи, проведеної в Швеції на початку 1970-х років, муніципальні герби стали використовуватися лишень комунами. Цей герб був перебраний для нової комуни Лаксо.
Герб комуни офіційно зареєстровано 1974 року.

## Опис (блазон)
У червоному полі косий срібний хрест, над яким — срібний алхімічний знак заліза, а внизу — така ж рукавиця.

## Зміст
Хрест характеризує Лаксо як залізничний вузол. Рукавичка походить з печатки XVII століття гераду (територіальної сотні) Грімстен. Алхімічний знак заліза символізує видобуток залізної руди, який сприяв розвитку містечка.